# Sąd Najwyższy (Sri Lanka)
Sąd Najwyższy (sinhala: ශ්‍රී ලංකා ශ්‍රේෂ්ඨාධිකරණය; tamil: இலங்கை உயர் நீதிமன்றம்) – sąd najwyższej instancji w Sri Lance. Mieści się w Kolombo.

## Historia
Powstał 18 kwietnia 1801 na podstawie edyktu królewskiego wydanego przez Króla Jerzego III, na mocy którego w Sri Lance wprowadzono nowy system sądownictwa. 

## Członkowie
W Sądzie Najwyższym orzeka nie mniej niż 6 i nie więcej niż 10 sędziów, w tym Prezes Sądu Najwyższego. Są oni wybierani przez Prezydenta na wniosek Rady Konstytucyjnej. Sędziowie przechodzą na emeryturę po osiągnięciu 65 lat. Sędzia może zostać usunięty ze swojego stanowiska przed osiągnięciem wieku emerytalnego jedynie w przypadku, w którym większość w Parlamencie skierowała prośbę do Prezydenta, motywując ją udowodnionym przestępstwem  sędziego lub o jego niezdolnością do pełnienia obowiązków.  
Jeśli z jakiegokolwiek powodu Prezes Sądu Najwyższego nie jest w stanie w danym momencie sprawować dalej swojej funkcji, Prezydent za zgodą Rady Konstytucyjnej dokonuje wyboru jego zastępcy.   
Jeżeli w jakimkolwiek momencie brak kworum wśród sędziów Sądu Najwyższego nie pozwala na odbycie lub kontynuację jakiegokolwiek jego posiedzenia, Prezes Sądu Najwyższego może, za uprzednią zgodą Prezydenta, zwrócić się na piśmie do Prezesa Sądu Apelacyjnego lub jakiegokolwiek innego sędziego Sądu Apelacyjnego z prośbą o uczestnictwo w posiedzeniach Sądu Najwyższego w charakterze sędziego ad hoc.  
Sędziowie w trakcie swojej kadencji nie mogą piastować innych stanowisk, zarówno odpłatnych jak i nieodpłatnych, a po zakończeniu swojej kadencji, nie mogą bez pisemnej zgody Prezydenta stawać w sądzie w charakterze adwokata. .  
Od 29 lipca 2019   funkcję 47. Prezesa Sądu Najwyższego pełni Jayantha Jayasuriya.

## Kompetencje
Sąd Najwyższy dba o to, żeby wyroki wydawane w kraju były zgodne z Konstytucją, podstawowymi prawami człowieka i z ustaleniami Parlamentu. Jako sąd ostatniej instancji, zajmuje się on ponownym rozpatrywaniem wyroków, orzeczonych przez sądy niższych instancji, od których odwołali się obywatele.  
Jako jedyny sąd w Sri Lance, ma prawo orzekać w kwestiach zgodności danych ustaw z Konstytucją, a także interpretować jej zapisy. Jest on też jedynym i wyłącznym organem właściwym do orzekania w kwestiach związanych z naruszeniem, przez władzę wykonawczą lub administracyjną, jakiegokolwiek prawa podstawowego lub prawa do używania wybranego języka, które są deklarowane w działach 2 i 3 Konstytucji. Sąd Najwyższy orzeka także w kwestiach związanych z wyborami prezydenckimi, lub słuszności przeprowadzonego referendum oraz w sytuacji, w której dany obywatel naruszył przywileje przysługujące Parlamentarzystom. 